# Робоча комаха
Робо́ча кома́ха — у сім'ях гуртосімейних комах (бджіл, ос, мурашок, термітів) — особина, що, як правило, не розмножується й виконує обслуговуючі функції (турботу про потомство, пошук їжі тощо). Робочі, як правило, становлять найбільш численну групу в сім'ях гуртосімейних комах. У перетинчастокрилих робочими є здебільшого стерильні самки, у термітів серед робочих є представники обох статей. Розвиток тієї чи іншої комахи як робочої визначається, як правило, не генетично, а умовами її вирощування.
Робочі бджоли протягом свого життя змінюють декілька функцій (годувальниці, будівельники, збирачі меду чи охоронці). За звичайних умов робочі бджоли не розмножуються самі, але в випадку втрати матки, коли в сім'ї не лишається личинок, молоді робочі бджоли здатні до часткового відновлення репродуктивної функції, перетворюючись на т. зв. трутівок — бджіл, що відкладають незапліднені яйця, з яких розвиваються трутні. Розвиток з бджолиної личинки робочої бджоли чи матки залежить від умов їх вигодовування: якщо личинки робочих бджіл отримують молочко лише на перших стадіях розвитку, а далі переходять на мед і пергу, то личинка матки отримує молочко протягом усього личинкового періоду.
У мурашок і термітів часто спостерігається декілька каст робочих комах з відмінностями в будові тіла, перехід між якими протягом життя комахи не відбувається. Зокрема, часто вирізняють т.зв. солдатів — комах, що виконують виключно функцію захисту гнізда чи нападу й не задіяних у збиранні їжі та інших «робочих» ролях. Цікавим різновидом спеціалізації в деяких видів мурашок є «медові бочки» — особини, єдиною функцією яких є зберігання запасів їжі всередині свого тіла.